# Zalesie-Grzymały
Zalesie-Grzymały – część wsi Łady-Krajęczyno w Polsce, położona w województwie mazowieckim, w powiecie pułtuskim, w gminie Gzy.
W latach 1975–1998 Zalesie-Grzymały administracyjnie należały do województwa ciechanowskiego.